# Coupe du monde de natation FINA 2014
 (août 2014).
Si vous disposez d'ouvrages ou d'articles de référence ou si vous connaissez des sites web de qualité traitant du thème abordé ici, merci de compléter l'article en donnant les références utiles à sa vérifiabilité et en les liant à la section « Notes et références ».
Navigation
Édition 2013    - Édition 2014
La Coupe du monde de natation FINA 2014 est une série de sept demi-journées de compétition qui ont eu lieu dans sept villes différentes entre août et novembre 2014.

## Étapes
| Dates                    | Lieu      | Résultats |
| ------------------------ | --------- | --------- |
| 27 au 28 août            | Doha      |           |
| 31 août au 1er septembre | Dubai     |           |
| 29 au 30 septembre       | Hong Kong |           |
| 4 au 5 octobre           | Moscou    |           |
| 24 au 25 octobre         | Beijing   |           |
| 28 au 29 octobre         | Tokyo     |           |
| 1er au 2 novembre        | Singapour |           |

## Notation Coupe du monde
Des points sont également attribués à chaque nageur ayant remporté une médaille dans une épreuve individuelle suivant le tableau ci-dessous.
| Médaille | Points attribués Coupe du monde |
| -------- | ------------------------------- |
| Or       | 12                              |
| Argent   | 9                               |
| Bronze   | 6                               |

- 1° (classement Points attribués) x Nbre d’épreuves = Total

À chacune des étapes du circuit 2013 de la Coupe du monde, la table de notation FINA est utilisée afin de classer l'ensemble des performances réalisées lors de la réunion sportive. Les 3 meilleurs nageurs et les 3 meilleurs nageuses se voient attribuer des points, selon le tableau ci-dessous. Par ailleurs, des points de bonus sont attribués pour un record du monde battu (20 points) ou égalé (10 points).
- Top 3

| Classement Points FINA | Points attribués Coupe du monde |
| ---------------------- | ------------------------------- |
| 1°                     | 24                              |
| 2°                     | 18                              |
| 3°                     | 12                              |

Calcul : Total pts attribués (1°) + pts Top 3  = Résultat du Cluster

## Records  battus
- . Katinka Hosszu
- 200 m Nage Libre Femmes : 1:51.41 (RM).
- 100 m 4.Nages Femmes : 57:25 (RM).
- 200 m 4.Nages Femmes : 2:02.13 (R.M)
- 400 m 4.Nages Femmes : 4:20:83  (RM).
- QF: 100 m 4.Nages Femmes : 57.25 (RM)
- Daniel Guyrta
- 200 m Brasse Hommes : 2:00:48 (RM).
- Thomas Fraser-Holmes
- 400 m 4.Nages Hommes : 3:58.69 .(R.C)
- Hagino Kousuke
- Men's 200 m 4. Nages.(RC)

## Classement

### Hommes
| Rang | Non                  | Nation         | Points (Bonus) | Points (Bonus) | Points (Bonus) | Points (Bonus) | Points (Bonus) | Points (Bonus) | Points (Bonus) | Total |
| ---- | -------------------- | -------------- | -------------- | -------------- | -------------- | -------------- | -------------- | -------------- | -------------- | ----- |
| Rang | Non                  | Nation         | QAT            | UAE            | HKG            | RUS            | CHN            | JPN            | SIN            | Total |
| 1    | Chad le Clos         | Afrique du Sud | 54             | 66             | 72             | 90             | 72             | 60             | 60             | 474   |
| 2    | Dániel Gyurta        | Hongrie        | 48             | 68             | 27             | 57             | 48             | 45             | 51             | 344   |
| 3    | Thomas Shields       | États-Unis     | 39             | 48             | 81             | 57             |                |                |                | 225   |
| 4    | Thomas Fraser-Holmes | Australie      | 48             | 45             | 48             | 45             |                | 21             |                | 207   |
| 5    | Marco Koch           | Allemagne      | 36             | 33             | 51             | 42             |                |                |                | 102   |
| 6    | Christian Diener     | Allemagne      | 30             | 33             | 24             | 36             |                | 12             |                | 150   |
| 7    | Steffen Deibler      | Allemagne      | 6              | 15             | 0              | 33             | 36             | 21             |                | 144   |
| 8    | Daiya Seto           | Japon          |                |                |                |                | 33             | 48             |                | 126   |
| 9    | Eugene Godsoe        | États-Unis     | 18             | 21             |                |                | 18             | 21             | 30             | 105   |
| 10   | Roland Schoeman      | Afrique du Sud | 18             | 21             |                |                | 18             | 21             | 27             | 105   |

### Femmes
| Rank | Name              | Nationality | Points awarded (Bonus) | Points awarded (Bonus) | Points awarded (Bonus) | Points awarded (Bonus) | Points awarded (Bonus) | Points awarded (Bonus) | Points awarded (Bonus) | Total |
| ---- | ----------------- | ----------- | ---------------------- | ---------------------- | ---------------------- | ---------------------- | ---------------------- | ---------------------- | ---------------------- | ----- |
| Rank | Name              | Nationality | QAT                    | UAE                    | HKG                    | RUS                    | CHN                    | JPN                    | SIN                    | Total |
| 1    | Katinka Hosszú    | Hongrie     | 189                    | 166                    | 162                    | 126                    | 114                    | 132                    | 105                    | 994   |
| 2    | Inge Dekker       | Pays-Bas    | 60                     | 66                     | 60                     | 66                     | 45                     | 33                     | 42                     | 372   |
| 3    | Mireia Belmonte   | Espagne     | 45                     | 39                     | 45                     | 51                     | 33                     | 42                     | 66                     | 321   |
| 4    | Alia Atkinson     | Jamaïque    | 42                     | 45                     | 72                     |                        | 48                     | 48                     | 66                     | 321   |
| 5    | Daryna Zevina     | Ukraine     | 30                     | 27                     | 27                     | 39                     |                        |                        |                        | 123   |
| 6    | Marieke Guehrer.  | Australie   | 9                      | 12                     | 36                     | 30                     |                        |                        |                        | 87    |
| 7    | Evelyn Verraszto  | Hongrie     | 33                     | 36                     |                        |                        |                        | 12                     |                        | 93    |
| 8    | Rie Kaneto        | Japon       |                        |                        | 30                     | 30                     |                        | 12                     |                        | 72    |
| 8    | Caitlin Leverenz  | États-Unis  | 21                     | 21                     |                        |                        | 9                      | 15                     |                        | 72    |
| 10   | Francesca Halsall | Royaume-Uni |                        |                        |                        |                        |                        | 45                     | 21                     | 66    |